# Bond-Lillträsket
Bond-Lillträsket är en sjö i Överkalix kommun i Norrbotten och ingår i Kalixälvens huvudavrinningsområde. Sjön har en area på 0,117 kvadratkilometer och ligger 103 meter över havet.

## Delavrinningsområde
Bond-Lillträsket ingår i det delavrinningsområde (738737-179021) som SMHI kallar för Ovan Muggån. Medelhöjden är 129 meter över havet och ytan är 48,47 kvadratkilometer. Räknas de 25 avrinningsområdena uppströms in blir den ackumulerade arean 486,72 kvadratkilometer. Bönälven som avvattnar avrinningsområdet har biflödesordning 4, vilket innebär att vattnet flödar genom totalt 4 vattendrag innan det når havet efter 132 kilometer. Avrinningsområdet består mestadels av skog (74 procent) och sankmarker (14 procent). Avrinningsområdet har 0,12 kvadratkilometer vattenytor vilket ger det en sjöprocent på 0,2 procent.